# Việt Nam Nhân dân Cách mệnh Đảng
Việt Nam Nhân dân Cách mệnh Đảng là một chính đảng do Trần Văn Ân sáng lập và hoạt động trong giai đoạn 1940 - 1941.

## Lịch sử

### Mấy nhân vật tiêu biểu
- Trần Văn Ân: Chủ tịch Đảng
- Phan Khắc Sửu
- Dương Văn Giáo
- Huỳnh Ngô
- Ngô Đình Đẩu
- Huỳnh Hoài Lạc
- Võ Oanh: sau gia nhập Mặt trận Dân tộc Giải phóng Miền Nam Việt Nam
- Trần Quốc Bửu
- Bác sĩ Nguyễn Văn Nhã